# Technologie série Nadace
Tento článek pojednává o technologiích použitých v epické science fiction sáze Nadace, kterou v průběhu 49 let napsal Isaac Asimov. Celkem sestává ze sedmi děl úzce svázaných dějem a prostředím (přesto je možné číst knihy samostatně). Někdy se pod řadu Nadace zahrnují i série o robotech a série o Galaktické říši, odehrávající se ve stejném fiktivním vesmíru. Ve stejném prostředí se odehrává i řada Asimovových kratších povídek.

## Čočka
Čočka je přístroj používaný na kosmických křižnících. Je to velmi složitě propočítaný stroj, který dokáže přenášet na obrazovku reprodukci noční oblohy tak, jak byla viděna z kteréhokoli daného místa v Galaxii. Dokáže posunout na obrazovce jakoukoliv část galaktického pole po jedné ze tří prostorových os anebo ji pootočit kolem nějakého centra.
Díky Čočce se velmi zjednodušila interstellární navigace. Dříve výpočet každého Skoku hyperprostorem vyžadoval velké množství práce - jeden den až týden. Vyžadovalo to především přesná pozorování alespoň tří od sebe vzdálených hvězd, při čemž se využívalo spektroskopické analýzy.
Dokonce ještě za éry Nadace, která disponovala zdokonalenými počítači se používala tato starší metoda. Čočka tyto složité operace odbourala, nyní stačí určit polohu pouze jedné známé hvězdy. Další výhodou tohoto zařízení je jednoduchost ovládání, Čočku mohou obsluhovat i lidé bez odborného seznámení s přístrojem.
Čočku využil během svého pátrání po Druhé Nadaci Bail Channis k vypátrání Tazendy, planety, na níž se měla ukrývat Druhá Nadace. Později vyplynulo najevo, že Bail Channis je agentem Druhé Nadace a na Tazendu vylákal vládce Svazu světů Mezka, aby se s ním zde mohl střetnout První Mluvčí, jenž proti Mezkovi zakročil a došlo ke stabilizaci Seldonova plánu.

## FS Vzdálená hvězda
Tato vysoce výkonná vesmírná loď je poměrně malá (jedná se o lehký křižník). Je výsledkem vědeckého výzkumu První Nadace, jenž se vzhledem k nedostatku materiálních zdrojů musel zaměřit na miniaturizaci. Díky svému gravitickému pohonu dokáže uniknout jakémukoli jiné kosmickému plavidlu (s výjimkou sesterské lodi FS Jasná hvězda) s chemickým, iontovým či hyperatomovým pohonem. Gravitický pohon ruší vliv gravitace a setrvačnosti, čili cestující uvnitř nemá vůbec pocit pohybu, nepocítí žádnou akceleraci ani deceleraci. Tudíž je schopna v momentě přejít z nulové rychlosti na určitou, byť i vysokou hodnotu. Zařízení, které vytváří antigravitaci (čili gravitický pohon) je součástí trupu a proto může být vnitřek lodi tolik prostorný. Loď nepotřebuje žádné pohonné hmoty.
Uvnitř jsou 2 místnosti (jedna z nich obsahuje ovládací panel a slouží jako pilotní kabina), sklad se zásobami potravin, šatstva, her a filmů, tělocvična a salónek. K dispozici je i vestavěný snímač filmů.
Ovládací panel obsahuje pouze obrysy levé a pravé ruky, víc není zapotřebí. Pokročilý interface propojí počítač kosmické lodi s myšlením pilota a ten tak ovládá plavidlo pouze vůlí myšlenek. Díky propojení a simulaci dokáže pilot obsáhnout celý prostor lodi, její okolí a v případě potřeby i vnímat vnější vlivy jako je počasí, teplota, zvuky, přiblížit si hvězdy z libovolné vzdálenosti či vrstvy atmosféry planety, veškerý okolní provoz a velmi přesně vnímat čas .
Posádku lodi tvoří pilot radní První Nadace Golan Trevize a historik dr. Janov Pelorat (v knize Nadace na hranicích), později jako cestující též mladá dívka Bliss z planety Gaia a solarijské dítě Fallom (v knize Nadace a Země). Pouze Golan Trevize je kvalifikovaným pilotem, i když kosmickou loď by zřejmě vzhledem k její technologické vyspělosti dokázali pilotovat i ostatní členové posádky. Zejména Fallom jevilo zájem vyzkoušet si pilotáž.

### Technické parametry
Technické parametry lodi jsou:
- Třída: Lehký bitevník třídy Nova (Nova Class Pocket Battleship)
- Specifikace: gravitický pohon, nevyzbrojené 5místné vesmírné plavidlo (slouží jako průzkumné plavidlo)
- Počítač: HCI 9000 with HCIIAL v2.01a (Human Computer Interface Informational Array Language)
- 'Pilot: Golan Trevize
- Rychlost:
  - reálný vesmír: komfortní hranice 0,8 c (rychlosti světla)
  - hyperprostor: 1,0+ c (rychlosti světla)

Sesterská kosmická loď s téměř shodným vybavením se jmenuje FS Jasná hvězda, pilotuje ji Munn Li Compor, bývalý přítel Golana Trevizeho. Jeho úkolem je sledovat FS Vzdálenou hvězdu a podávat zprávy starostce První Nadace Harle Brannoové. Zároveň slouží jako tajný agent Druhé Nadace (v knize Nadace na hranicích). Snahu získat tuto supermoderní loď FS Vzdálená hvězda do své flotily projeví planeta Comporellon, konkrétně za touto snahou stojí ministryně dopravy Mitza Lizalor (v knize Nadace a Země). Loď nepotřebuje žádnou dokumentaci, o veškeré informace se postará palubní počítač. Loď je pojmenována podle kosmické lodi Vzdálená hvězda svobodného kupce a starosty První Nadace Hobera Mallowa.

## Hyperrelé
Hyperrelé slouží ke sledování kosmických lodí hyperprostorem a k přenosu signálu a zpráv tímto prostředím. Hyperrelé může být použito jako plnohodnotná součást výbavy lodi, či jako špionážní prostředek, který vysílá zprávy o pohybu kosmické lodi a také jako výuková pomůcka pro vesmírné kadety. V tomto případě nahrazuje hyperrelé hvězdolet, nováčci mají za úkol propočítat Skoky hyperprostorem a pro ověření správnosti výsledku se vyšle do prostoru hyperrelé místo kosmické lodi. Hyperrelé vyšle signál a tak se zjistí případná velikost odchylky, kterou student mohl při složitých výpočtech lehce učinit. Hyperrelé tak de facto přebírá úlohu kosmické lodi. Takový výcvik prodělal i Golan Trevize, hlavní postava z knih Nadace na hranicích a Nadace a Země.
Kosmickou loď lze za jistých okolností sledovat i bez použití hyperrelé, avšak pouze během několika málo Skoků, při sérii Skoků hyperprostorem je to vyloučeno vzhledem k mnoha proměnným (pokud člověk nemá mentalické schopnosti). V knize Nadace na hranicích měl Munn Li Compor (ve vesmírné akademii přeborník na stopování) za úkol sledovat a zaznamenávat pohyb lodi FS Vzdálená hvězda Golana Trevize. Byl přesvědčen, že má na palubě svého hvězdoletu FS Jasná hvězda počítač schopný zpracovávat signály z hyperrelé, avšak nebyla to pravda (počítač měl omezení). Dokázal přesto spolehlivě udávat pohyb lodi Golana Trevize, díky čemuž pochopila starostka Terminu Harla Brannoová, že má mentalické schopnosti a je agentem Druhé Nadace.
V knize Druhá Nadace je zmíněn přístroj s totožnou funkcí, je pojmenován jako „hypertracer“. Byl vyvinut ve výzkumném institutu Prvního Občana - Mezka, jenž kolem roku 300 éry Nadace založil impérium zvané Svaz světů. Může se jednat o vylepšené hyperrelé, neboť tento přístroj pravděpodobně využívala již první Galaktická říše před érou Nadace. Samotná První Nadace byla známa svou technologickou vyspělostí, tudíž i ona jistě využívala tuto technologii již v počátcích své existence. Hyperrelé se vyskytuje i v románu Kurta Mahra Kolektiv Porleyterů.

## Kyrt
Kyrt je surovina získávaná z vláknité rostliny a podle chemického vzorce se jedná o druh celulózy. Žádná vědecká teorie ani přístroj však nedokáže vysvětlit, jak se z celulózy stane kyrt. K tomu dochází ze všech planet Galaxie pouze na Florině a umožňuje prosperitu planety Sark, která Florinu ovládá.
Kyrt je velmi drahá surovina vzhledem k omezenému množství produkce a také všestranně použitelná. Nebýt vysoké ceny, mohl by sloužit náhrada za sklo, kov nebo plast v různých průmyslových aplikacích. Je to jediný vhodný materiál pro nitkové kříže optických přístrojů, používá se i v technologii hyperatomových motorů a pro lehké technické tkaniny . Především se používá k výrobě lesklých luxusních šatů, jež nosí aristokraté na milionech světů Galaxie. Idiom "smrká do kyrtu" je srozumitelný v celé Galaxii a znamená narážku na snobství. Kyrt sám o sobě nezáří, ale pokud je správně vypředen na přízi, leskne se na slunci v celé škále kovových odstínů. Speciální úpravou bylo možné docílit i diamantového lesku a při dalších úpravách bylo možné navodit odolnost až do 600 °C .
Kyrt se pokoušely pěstovat i jiné planety. Sark zpočátku uplatňoval trest smrti pro každého (ať již domorodce či cizince), kdo se pokusil vyvézt z Floriny kyrtová semena. Ani tato hrozba nezabránila jejich vyvezení, ale přesto se nepodařilo kyrt jinde vypěstovat, všude jinde dává kyrt obyčejnou celulózu. Trest smrti tak pozbyl význam a byl zrušen.
Vědci se pokoušeli simulovat podmínky florinského prostředí, zkonstruovali lampy se spektrálním rozložením florinského slunce, infikovali panenskou půdu florinskými bakteriemi, ale nepodařilo se jim dosáhnout pravého kyrtu. Rozluštit záhadu kyrtu se pokouší i lady Samia z Fife ze Sarku.
Na konci příběhu dr. Selim Junz během závěrečné videokonference předloží domněnku, že kyrt ovlivňuje slunce Floriny, které se nachází ve fázi přerodu na novu, proto se nedařilo jej vypěstovat kdekoli jinde. Nyní již nestojí novým přesnějším pokusům nic v cestě a je reálná naděje, že se kyrt ujme nejprve ve vědeckých laboratořích a později ve velkopěstírnách. Tento fakt si uvědomí velkozeman z Fife a přestane bránit evakuaci planety. Již ví, že pro Sark výhodný obchod s kyrtem končí.

## Lalokový usměrňovač
Lalokové usměrňovače se vyvinuly u obyvatel Intermitentní planety Solaria jako součást mozku, jsou umístěny za ušima. V tomto místě se lebka evolucí mírně vyboulila.
Fungují na principu přeměny tepla na mechanickou energii. Neustále (nezávisle na vůli Solariana) koncentrují energii a díky tomu se vykoná potřebná práce (např. provoz robotů). Jsou v činnosti i během spánku .
Solariané mohou díky lalokovým usměrňovačům manipulovat s předměty na dálku (tedy něco na způsob telekineze), dodávají energii robotům, osvětlují místnosti, vybíjejí energetické zdroje zbraní apod.
Kolem roku 500 éry Nadace se radní První Nadace Golan Trevize, historik a sběratel mýtů Janov Pelorat a žena z planety Gaia Bliss setkají se solarianským obyvatelem Sartonem Banderem, jenž jim vysvětlí princip fungování lalokových usměrňovačů a názorně předvede na vybití energie paprskometu a neuronového biče Golana Trevize.
Později se Banderovy úmysly stanou nepřátelskými a hodlá všechny tři cizince zabít. V tom mu zabrání Bliss, která zablokuje výstup energie z lalokových usměrňovačů a Bander zemře, i když původní záměr Bliss byl zablokovat vstup energie do usměrňovačů a Bandera pouze zneškodnit . Přestože se jedná o mocný nástroj Solarianů, v porovnání s mentalickými schopnostmi obyvatel Gaii zaostává.

## Neuronový bič
Neuronový bič (též neuronický bič nebo nervový bič) je velmi rozšířená zbraň, která má pouze neletální (nesmrtící) účinky na organismus (např. pro paralyzaci osoby či zvířete). Byla využívána různými složkami Galaktické říše, poté i první Nadací. Neuronový bič zasáhne nervy oběti a způsobí nesnesitelnou bolest (podobnou ráně klasického biče), která může vyvolat křeče, ale nezanechá trvalé následky (pokud se nenastaví na nejvyšší hodnotu - potom mohou být nervy trvale poškozeny ). Spotřebuje mnohem méně energie než paprskomet, energetický zásobník stačí na stovky ran. Navíc je možno tuto zbraň použít na skupinu lidí, nejen na jednotlivou osobu. Psychologický účinek zbraně je značný, nikdo se nechce dobrovolně vystavit zásahu a pokud je osoba zasažena, pamatuje si bolest navždy.

## Participátor
Participátor je vědecký přístroj, který sestrojil Dom, starý mistr z planety Gaia (planeta s kolektivním vědomím), jehož oborem jsou neživé objekty. Jedná se o spojené kouřové čočky ve dvojicích. Když se přiloží k očím, samy k nim přilnou a umožní zostřené vnímání. Přístroj zakryje rušivé světlo. Čočky se odstraní z očí jejich stlačením k sobě, poté se uvolní .
Na planetě Gaia jsou oblíbené nejen pro svou estetickou hodnotu, nýbrž i pro své praktické využití. Umožňují postavit objekty symetricky a vyváženě. Kvalitní projekt vychází z matematických principů mechaniky a použití Participátoru jej zkontroluje až na úroveň atomů. Participátor pro neživý objekt si vyzkoušel i historik Janov Pelorat během své návštěvy Gaii. Existují i Participátory pro živé objekty (ty ale Dom nesestavuje), které umožňují zlepšit ekologickou rovnováhu na planetě.

## Psychická sonda
Psychická sonda slouží k získání informací z mozku osoby, která nechce spolupracovat. Při nesprávném zacházení může způsobit nevratné poškození mozku vedoucí k ztrátě rozumových schopností. Sama tato možnost je natolik obávaná, že většina vyslýchaných osob raději svolí ke spolupráci.

## Vizisonor
Vizisonor je hudební nástroj, který se ovládá spoustou kláves a vyžaduje dobrou tělesnou koordinaci, mimoto i nonkonformní myšlení - improvizaci, pouze tak mohou vzniknout nenapodobitelné melodie. Nástroj vydává záření, které stimuluje zrakové centrum mozku přímo, aniž by se dotklo zrakového nervu . Posluchači mohou vidět něco na způsob přeludu či halucinace a pokud na vizisonor hraje zručný hráč, je to neopakovatelný zážitek.
Vizisonor zkonstruoval Gillbret z rodu Hinriadů na planetě Rhodie, kde je Tyranty ustanovený zákaz vývoje jakýchkoli technických zařízení . Použije jej jako zbraň proti strážným při útěku s Bironem Farrillem a Artemisií z paláce.
Psycholog První Nadace Ebling Mis daruje vizisonor Magnificovi, aby se uvolnil a mohl promluvit o Mezkovi. Ebling Mis se domnívá, že by Magnifico nepřežil aplikaci psychické sondy.
Magnifico později vizisonor použije jako zbraň proti Jordu Commasonovi a synu císaře Dagoberta IX., kteří hodlají zajmout Baytu a Torana Darrelovi, Eblinga Mise a Magnifica. Mladý následník trůnu to nepřežije, Commason utrpí mentální šok.